# Валуевы
Валу́евы (Волуевы) — графский и дворянский род, из бояр, первоначальные владельцы Валуевской волости.

## Происхождение и история рода
Предок их Окатья-Вол (Вал), знаменитый литовский уроженец, выехал в Россию в первой половине XIV века и принял православие. Он имел двух сыновей. Старший, Василий Окатьевич Волуй, окольничий Симеона Гордого, в качестве свидетеля подписал договор великого князя Симеона Гордого с его братьями. Младший, Иван Окатьевич (иногда именуемый Волуй Окатьевич), воевода в войсках великого князя Дмитрия Донского, убит на Куликовом поле (1380).
Тимофей Васильевич Валуев, от которого и ведут свой род Валуевы, был боярином. В день Куликовской битвы предводительствовал владимирским и юрьевским полками и в этой битве был убит, имя его вписано в синодик московского Успенского собора для вечного поминовения. Матвей Иванович сопровождал в Литву княжну Елену Ивановну, невесту литовского великого князя Александра (1495). Мешок Валуев послан в Турцию с наказом послу (1512). Григорий Петрович заключил в Новгороде (1514) от имени великого князя Василия Ивановича, договор с послами семидесяти ганзейских городов. Леонтий Григорьевич Валуев, дворянин, в Ливонскую войну (1578) прославился геройской защитой Ленвардена, осаждённого немцами и литовцами. Не имея целый месяц хлеба, питаясь лошадиным мясом, Леонтий Валуев и князь Елецкий отбились от врага и заставили его отступить.
В первой половине XVI века Валуевы владели поместьями в Тверском уезде, в XVII веке владели поместьями в Велико-Луцком, Московском, Псковском, Можайском, Лебедянском, Пронском и Ростовском уездах.
Григорий Валуев, думный дворянин и воевода, стал известным в смутную эпоху, когда Москва восстала против Лжедимитрия (май 1606), Григорий Валуев, вместе с другим дворянином, Воейковым, двумя выстрелами прекратили жизнь «самозванца». Затем Григорий Валуев с честью служил под знаменами князя Михаила Скопина-Шуйского; но (1610), под Клушиным, был одним из главных виновников поражения князя Дмитрия Ивановича Шуйского, допустив, умышленным или неумышленным нерадением, гетмана Жолкевского внезапно напасть на русское войско. Валуев подчинился избранному в цари королевичу Владиславу и тем много способствовал признанию его в Москве. Впоследствии, когда на престол московский возведён был Михаил Феодорович, Валуев сделался ревностным поборником нового царя. В последний раз имя Валуева упоминается (1624), когда он состоял воеводой в Астрахани.
Пятеро представителей рода владели населёнными имениями (1699).

## Описание гербов

Герб Ковня

#### Герб. Часть I. № 38.
Щит разделен перпендикулярной чертой на две части. В правой части, в зелёном поле, изображены три золотые стрелы, сходящимися остроконечьями в одно место. В левой части, в красном поле, выходит справа налево изображённый до половины золотой вол, попирающий ногами золотую решётку.
Щит увенчан обыкновенным дворянским шлемом с дворянской короной на нём. Намёт на щите с правой стороны зелёный, а с левой красный, подложенный золотом. Щитодержатели — два льва, с загнутыми хвостами и смотрящие в сторону.

#### Герб. Часть III. № 4.
Герб инженер-генерал-майора Ивана Васильевича Валуева жалованного дворянским достоинством (1842): щит разделен на три части, из коих в первой. в золотом поле, чёрное орлиное крыло. Во второй, в красном поле, представлены семь шестиугольных серебряных звезд, наподобие буквы V расположенных, а в третьей, пространной части, в голубом поле, на островке крепость, окруженная земляным валом. Щит увенчан дворянскими шлемом и короною с тремя страусовыми перьями. Намёт на щите голубой и красный, подложенный серебром и золотом.
Примечание: Иван Васильевич Валуев в службе (1799), офицер (1803), военный инженер, подполковник (1816), полковник (1823), генерал-майор (1831), генерал-лейтенант (1847), командир Северного инженерного округа по морской строительной части, затем член общего присутствия строительного департамента Морского министерства.

## Известные представители
- Валуев Федор Степанович — пожалован Иваном Грозным поместьем в московском уезде (1550), подписал приговоры думы земской о войне с Польшей (1556).
- Валуев Григорий Андреевич — убит в зимнем казанском походе (1550), имя его вписан в синодик московского Успенского собора на вечное поминовение.
- Валуев Иван Григорьевич — московский дворянин (1627—1629).
- Валуев Фёдор Семёнович — московский дворянин (1676—1679).
- Валуев Михаил Степанович — погиб при взятии Бендер (1771).
- Валуев, Григорий Леонтьевич — русский воевода XVII века, предполагаемый убийца Лжедмитрия I, воевода в Вологде (1615—1616) (два раза), Ельце (1619), Вязьме (1621), Астрахани (1623—1624)[3][6].
- Валуев, Пётр Степанович (1743—1814) — российский археолог и государственный деятель.
  - Валуев, Пётр Петрович (1786—1812) — поручик кавалергардского полка, погиб под Бородино (26 августа 1812), его имя занесено на стену Храма Христа Спасителя в Москве.[7][1].
- Валуев, Пётр Александрович — граф, министр внутренних дел Российской империи